# مارک ورنون
مارک ورنون (انگلیسی: Mark Vernon؛ روان درمانگر، روزنامه‌نگار، فیلسوف، و نویسنده است. ورنون دارای مدرک الهیات از دانشگاه آکسفورد و مدرک دیگر الهیات و مدرک فیزیک از دانشگاه دورام و همچنین دارای مدرک دکترای فلسفه یونان باستان از دانشگاه واریک است.
ارنون نویسنده چندین کتاب در مورد موضوعاتی از دوستی و اعتقاد، تا رفاه و عشق است، از جمله تاریخچه مخفی مسیحیت: عیسی، آخرین نظر، و تکامل آگاهی (۲۰۱۹)، بر اساس ایده‌های آکسفورد اینکلینگ، اوون بارفیلد، کمدی الهی دانته: راهنمای سفر معنوی و اخیراً، هوش معنوی در هفت قدم.

## نظر
ورنون برای توضیح ریشه‌های تکاملی دین آن را به دو دسته مختلف نظریه «خدایان بزرگ» و «عاملیت کاذب» تقسیم می‌کند و با رد آنها نظریه جدید دیگری به نام «نظریه خلسه» را تأیید می‌کند. ایده این است که دینداری باستانی زمانی پدید آمد که اجداد باستانی انسان، شاید در دوره پارینه سنگی میانی، متوجه شدند که می‌توانند تجارب خلسه را القا کنند. انسان‌ها شروع کردند به رقصیدن، طبل زدن، سرود خواندن، جشن گرفتن و روضه خوانی. طیف کاملی از آیین‌های جاندارانگاری و مهارت‌های شمنیستی توسعه یافت. شواهد برای فرضیه خلسه در سطوح مختلفی جمع‌آوری شده‌است. در کمترین حالت، تحقیقاتی در مورد اثرات اندورفین در محیط‌های مذهبی انجام می‌شود.
این مردم باید توسط ارزش ذاتی که حالت‌های خلسه نشان می‌داد جذب شده باشند. جهان چند بعدی و دارای ابعاد متعدد ارواح، اجداد و متعالی شد. اما عامل دیگری هم برای جذب وجود داشت. دستیابی به اکستازی یک محصول جانبی تطبیقی دارد. فعالیت همزمان در گروه‌ها منجر به ترشح اندورفین می‌شود. برای مثال، تیمی به سرپرستی روان‌شناس تجربی، «میگل فاریاس»، تأثیر تشریفات همزمان را در انواع مختلف جماعت بررسی کرده‌اند. آنها پیشنهاد می‌کنند که اندورفین حتی با سطوح متوسطی از رفتار جمعی، مانند ایستادن برای خواندن سرود و زانو زدن برای خواندن دعا، افزایش می‌یابد. در نتیجه مردم نیز احساس دوستانه‌تری می‌کنند. این هورمون‌های افیونی تنش را کاهش می‌دهند، مانند آسپرین که درد را کاهش می‌دهد، و بنابراین با حل کردن دعواها، رفتارهای اجتماعی را تقویت می‌کنند. به‌طور خلاصه، تولد دینداری به گروه‌های انسانی اجازه رشد داد. پس از مدتی، شاید با رشد دانش از جهان‌های متعالی، انواع رسمی تری از دینداری پدیدار شد. اجداد ما شروع به نقاشی مکان‌های مقدس و برپایی بت‌ها کردند، سپس معابد ساختند و متخصصان مذهبی مانند شمن‌ها و راهبان را «به کار گرفتند». ر، انسان‌شناس و روان‌شناس فرگشتی بریتانیایی رابین دانبار این را «مرحله اعتقادی» می‌نامد که به این معناست که تجربیات همه جانبهٔ اولیه سیستماتیک شدند. این مرحله مزیتی حاصل شد. این بدان معنی است که همه مجبور نیستند تجربه نشئگی داشته باشند و مزایای این تجربه می‌تواند به‌طور گسترده‌تری گسترش یابد. دین به یک ویژگی جهانی زندگی بشر تبدیل شد، زیرا در سعادت افراد و جامعه بشری ضروری بود.
مطالعات بر روی شکارچیان-گردآورنده‌های بومی، مانند سان بوشمن‌های آفریقای جنوبی، نشان می‌دهد که آیین‌ها به صراحت هم با تداوم تجربیات متعالی و هم با کاهش درگیری‌های اجتماعی مرتبط هستند. شواهد مادی برای این نظریه در اسناد باستان‌شناسی یافت می‌شود. البته تفسیر آن پیچیده‌است، اما شیوه‌های تدفین و هنر غار، اندازه مغز و مصنوعات همگی نشان می‌دهند که «حالت‌های خلسه و نحوه ورود به آن‌ها احتمالاً بسیار قدیمی هستند».